# Battaglia di Oak Grove
La battaglia di Oak Grove, anche nota come battaglia di French's Field o King's School House, ebbe luogo il 25 giugno 1862, nella contea di Henrico, prima delle battaglie dei sette giorni (campagna peninsulare) nel corso della guerra di secessione. Il generale George B. McClellan avanzò le sue linee con l'obbiettivo di porre Richmond entro la portata delle sue batterie d'assedio. Due divisioni dell'Unione appartenenti al III Corps (ACW), attaccarono attraverso White Oak Swamp, ma vennero respinte dalle truppe Confederate al comando del generale Benjamin Huger. McClellan, che era cinque chilometri più indietro, inizialmente telegrafò di sospendere l'attacco, ma ordinò un nuovo attacco, sullo stesso campo, dopo essere arrivato al fronte. Le tenebre misero fine ai combattimenti. L'Unione guadagnò soltanto 500 metri, al costo di più di 1 000 caduti fra le due parti in lotta.

## Antefatto
A seguito della situazione di stallo verificatasi dopo la battaglia di Seven Pines del 31 maggio e 1º giugno 1862, l'Armata del Potomac di McClellan rimase passivamente sulle sue posizioni nei dintorni orientali di Richmond. Il nuovo comandante dell'Armata della Virginia settentrionale, generale Robert E. Lee, utilizzò le successive tre settimane e mezza per riorganizzare il suo esercito, estendere le sue linee difensive, e pianificare operazioni offensive contro la grande armata di McClellan. Quest'ultimo ricevette dai suoi sistemi informativi informazioni sul fatto che Lee si stava preparando a muoversi non appena fossero giunte le forze del generale Thomas J. "Stonewall" Jackson's dalla Shenandoah Valley.
McClellan decise di riprendere l'offensiva prima che Lee fosse pronto ad agire. Anticipando l'arrivo dei rinforzi di Jackson che marciava dal nord, aumentò le perlustrazioni della cavalleria sulle probabili vie di approccio. Egli intendeva far avanzare la sua artiglieria di assedio per circa due chilometri e mezzo verso la città prendendo l'altipiano sulla strada di Nine Mile Road intorno alla Old Tavern. In preparazione di questo progetto, decise un attacco a Oak Grove, a sud della Old Tavern e della Richmond and York River Railroad, che avrebbe consentito di posizionare i suoi uomini per un attacco da due direzioni. Conosciuto come un blocco di alte querce, Oak Grove era il luogo in cui, il 31 maggio, il generale D.H. Hill aveva assalito il nemico a Seven Pines e dove vi erano poi state diverse scaramucce.
L'attacco prevedeva l'avanzata verso ovest, lungo la Williamsburg Road, in direzione di Richmond. Fra le due colonne di soldati vi era un piccolo ma molto denso boschetto, ampio circa un chilometro, diviso dalla sorgente di White Oak Swamp. Due divisioni del III Corps vennero selezionate per l'assalto, comandate dai generali Joseph Hooker e Philip Kearny. In fronte a loro vi era la divisione del generale Confederato Benjamin Huger.

## Battaglia
Alle 8:30 del 25 giugno, tre brigate dell'Unione si disposero in ordine di battaglia. Da destra a sinistra, erano comandate dal generale Daniel E. Sickles (Excelsior Brigade), generale Cuvier Grover (Hooker's division), e generale John C. Robinson (Kearny's division). Nonostante Robinson e Grover avessero fatto buoni progressi sulla sinistra e sul centro, Sickles incontrò difficoltà a muoversi a causa degli ostacoli incontrati sulla sua strada, come la porzione superiore della palude, e finalmente incontrò la resistenza del nemico. Questi elementi fecero sì che le linee dell'Unione perdessero la loro consistenza. Huger si avvantaggiò di questo sbandamento lanciando un contrattacco con la brigata del generale Ambrose R. Wright contro la brigata di Grover.
Ad aggiungere confusione, uno dei reggimenti della Georgia di Wright indossava una uniforme rossa da Zuavi. Molti degli uomini di Grover credettero che solamente l'Unione avesse delle unità di Zuavi, così furono riluttanti a sparare. Quando finalmente compresero che truppe dell'Unione non stavano avvicinandosi dalla direzione di Richmond, aprirono il fuoco. Nel momento cruciale della battaglia, il 25th Nord Carolina del generale Robert Ransom, nel suo 1º primo combattimento, sparò una scarica perfettamente sincronizzata di fucileria contro la brigata di Sickles, rompendo il suo attacco ritardato e obbligando ad una ritirata disordinata il 71th New York, che Sickles descrisse come "confusione disonorevole".
Informato della disfatta di Sickles, il comandante Heintzelman ordinò l'invio di rinforzi e notificò l'evento al comandante McClellan, che stava dirigendo la battaglia a mezzo di dispacci via telegrafo da cinque chilometri di distanza. McClellan, all'oscuro dei dettagli dell'attacco, si allarmò e alle 10:30 ordinò la ritirata, un ordine che sorprese i suoi subalterni. Egli telegrafò che sarebbe arrivato al fronte in persona fatto che causò un ritardo di circa 2,5 ore nell'azione. Alle 13, vedendo che la situazione non era poi così brutta come aveva temuto, McClellan ordinò ai suoi uomini di riconquistare il terreno per il quale avevano combattuto quel giorno. Il combattimento durò fino al crepuscolo.

## Conseguenze
La battaglia si rivelò un'azione offensiva solamente tattica, di MacClellan, contro Richmond. Il suo attacco guadagnò solamente 500 metri di terreno ad un costo di più di 1 000 morti fra le due parti in lotta. Non fu poi abbastanza forte da far deragliare il progetto offensivo progettato da Robert E. Lee che era già stato messo in moto. Il giorno successivo, Lee prese l'iniziativa attaccando alla battaglia di Beaver Dam Creek a nord del fiume Chickahominy, vicino Mechanicsville, la prima battaglia maggiore dei Seven Days, e l'inizio di una ritirata strategica dell'esercito dell'Unione.